# CZ G-2000
La CZ G-2000 es una pistola diseñada por CZ Guns, una empresa que diseña armas para Moravia. Existen versiones en 9x19mm Parabellum y .40 S&W con cargadores de distintas capacidades. En Alemania se conoce como CUG-2000.

## Historia
La pistola hizo su primera aparición pública en 1999 por la fábrica checa de armas Moravia para pruebas policiacas. La CZ-2000 hizo su debut en la exhibición militar internacional IDEX-99 para mostrarla a los clientes interesados. Se vendió sólo en el mercado comercial europeo desde 1999 hasta 2005 antes de que hiciera su desaparición, sin más detalles.
diseño
La construcción del cuerpo de la CZ-G2000 y tobogán es de polímero. La pistola ha sido objeto de pruebas de tortura para soportar condiciones sucias y húmedas sin lubricación y con un aumento de las temperaturas y un descenso temperaturas inferiores a -40 °C.

## Características
La CZ-G2000, basada en el diseño Browning, opera en retroceso de bloqueo automático y además tiene un cañón basculante. Su martillo puede utilizarse en acción simple o doble. El gatillo tiene una presión de 2.9 kg en acción simple y una presión de 4.9 kg en acción doble.

## Usuarios
- Venezuela

Fabricada bajo licencia por CAVIM a partir de diciembre de 2005, es nombrada “Zamorana” en honor a Ezequiel Zamora. Fue creada con un poco de ayuda de ingenieros checos. Solo existe en calibre 9x19mm con un cargador de 15 cartuchos y fue adoptada por las policías municipales, estatales y fuerzas nacionales venezolanas.